# Swinger (Mode)

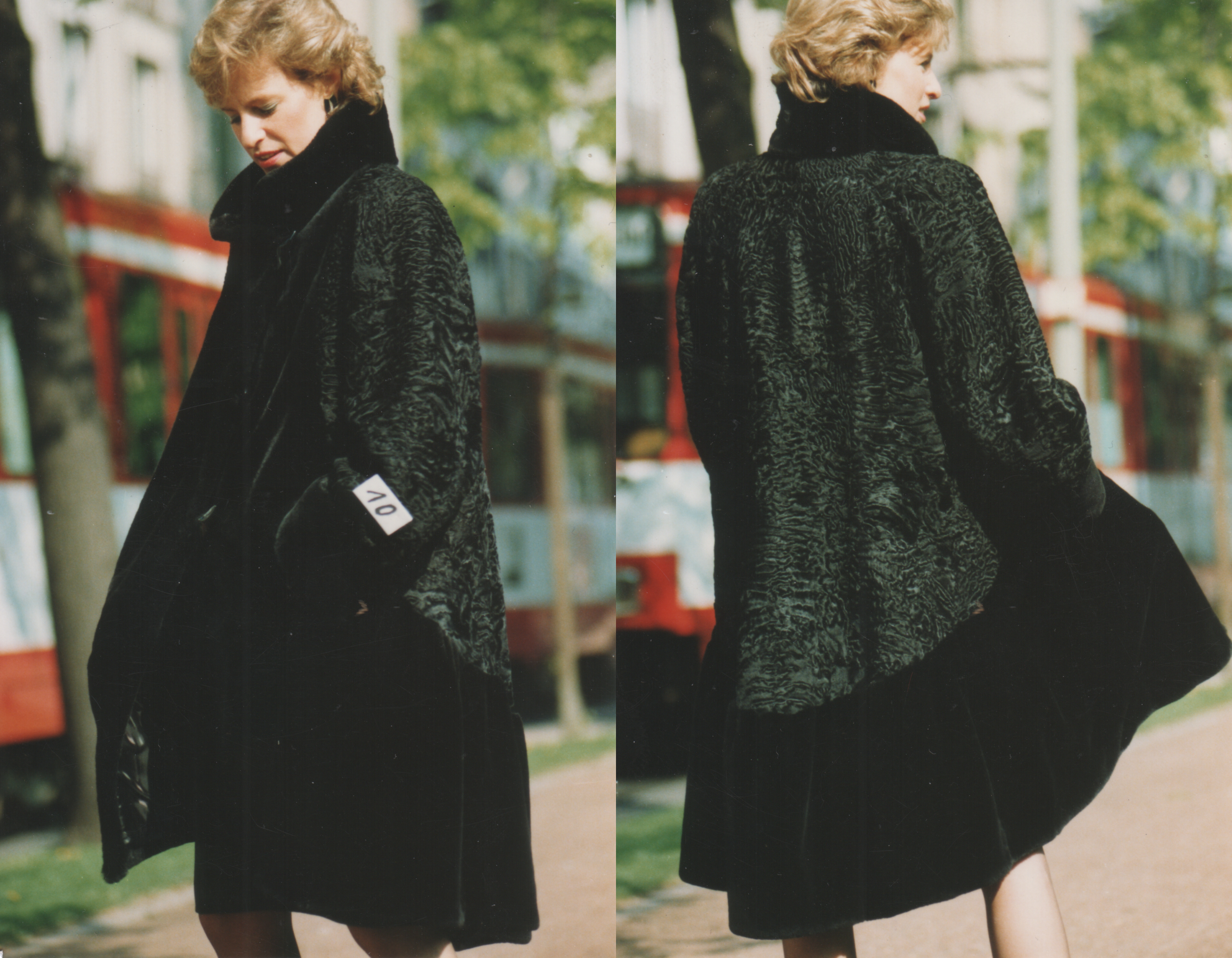
Swinger aus Persianerfell und Nerzthiliki (etwa 1990)

Ein Swinger oder Swinging Coat ist in der Mode ein weit geschnittener, meist in Kollerhöhe und/oder Ärmelansatz angekrauster, bis 100 Zentimeter langer Kurzmantel in A-Linie mit glockig fallendem Rücken, auch als Sommermantel.
Die Swingerjacke ist eine stoffreiche, etwas längere Jacke, deren Faltenwurf in der Bewegung mitschwingt. 1997 hieß es, „gut zu Miniröcken zu tragen“.